# 岐南町中央公民館
岐南町中央公民館（ぎなんちょうちゅうおうこうみんかん）とは、岐阜県羽島郡岐南町にある公民館。

## 概要
- 1972年（昭和47年）開館。老朽化により同一敷地にある岐南町役場とともに建て替えられ、現在の建物は2015年（平成27年）7月竣工。
- 建物は平屋建（低層棟）。高層棟の岐南町役場（5階建）を取り囲むような建物となっており、岐南町役場と一体化している。

## 施設
- 講堂
- 講義室
- 会議室
- 集会室（1・2）
- 学習室
- 実習室
- 休養室
- 保育室

## 利用案内
- 住所：岐阜県羽島郡岐南町八剣7丁目107番地
- 利用時間：9:00～21:30　　※土曜日、日曜日、祝日は施設の予約がある時間のみ開館
- 休館日：年末年始（12月29日～1月3日）

## 交通アクセス
- 名鉄名古屋本線「岐南駅」下車、徒歩約18分。
- 名鉄各務原線「細畑駅」下車、徒歩約20分。
- 岐阜バス松籟加納線「岐南町役場前」バス停より徒歩すぐ。
  - 岐阜駅（JR岐阜駅バスターミナル）・名鉄岐阜駅（名鉄岐阜のりば）より【E15】「岐南営業所」行き。
- 岐南町コミュニティバス「岐南町役場」バス停より徒歩すぐ。